# Marygoround
Marygoround (título original Maryjki ) es una película polaca, comedia negra dirigida por Daria Woszek. Se estrenó en el Festival Internacional de Cine Fantasia en agosto de 2020 y fue premiada en varios festivales internacionales, entre ellos el Festival Internacional de cine de Gijón.

## Argumento
María trabaja como vendedora en una tienda de comestibles en un pequeño pueblo polaco. La mujer solitaria, soltera por convicción, es agnóstica y lleva una vida aburrida y sin incidentes. María solo tiene dos pasiones: leer historias de amor en novelas de diez centavos y coleccionar estatuas de la Virgen María.
Debido a que María sufre de sofocos y lucha con la menopausia , su médico le receta una terapia de reemplazo hormonal y, en vísperas de su 50 cumpleaños, su vida comienza a dar un giro completamente inesperado. A medida que el estrógeno del parche hormonal se filtra por el cuerpo de María, rápidamente se produce un cambio en ella, incluida su personalidad: se vuelve más segura de sí misma, más sensual y comienza a vivir de forma extravagante. Su sobrina Helena, amante de la diversión y de espíritu libre, que regularmente acampa en su sofá después de una larga serie de relaciones fallidas y una ruptura reciente, nota el cambio de su tía. María comienza a hacer cosas que antes eran impensables para ella. Esto incluye una cena con una empleada más joven de una tienda de moda. Sin embargo, el nuevo amor de María por la vida no parece atractivo para estar presente en su casa.

## Producción
Fue dirigida por Daria Woszek , quien también participó en la escritura del guion junto con Sylwester Piechura y Aleksandra Świerk. Sobre la premisa de la película, Woszek explicó que cuando una mujer pasa por la menopausia, cruza esa "línea mágica" y ya no puede tener hijos, su vida esencialmente ha terminado. Las mujeres se volverían transparentes en esta fase. Pero Woszek había observado con su propia madre que muchas mujeres finalmente se sienten ellas mismas después de la menopausia: "No te importa si alguien te encuentra atractiva, no haces nada que no quieras hacer a esta edad". No definen roles sociales.
Sobre la mezcla de géneros en su película, Woszek dijo que en Polonia el “cine del miedo moral” es una tradición y todavía está muy fuerte. La gente allí tiene miedo de ser vista como “frívola”. Sobre la sensación retro que desprende la película, especialmente a través de la tienda donde trabaja María, que fue diseñada en un estilo muy de los años 80, la directora dijo que esos lugares todavía existen en Polonia y recuerda cómo era la vida en la Polonia poscomunista.
La actriz de teatro polaca Grażyna Misiorowska asumió el papel protagonista de María. Ella y la directora se conocen desde que eran estudiantes. Magdalena Koleśnik interpreta a la colega de María, Marzenka, Helena Sujecka interpreta a su sobrina Helena y Pawel Smagala interpreta al Sr. Cwiarteczka, el empleado más joven de una tienda de moda.
La película estaba programada para estrenarse en marzo de 2020 en el South by Southwest Film Festival , pero fue cancelada debido a la pandemia de coronavirus. Finalmente, la primera proyección tuvo lugar el 25 de agosto de 2020 en el Festival Internacional de Cine Fantasia. A finales de septiembre y principios de octubre de 2020, Marygoround se presentó en el Festival Internacional de Cine de Calgary, posteriormente se proyectó en CinÉast en Luxemburgo y en el Mastercard Off Camera Festival de Cracovia entre otros festivales.

## Reparto principal
- Grazyna Misiorowska - Maria
- Helena Sujecka - Helena
- Sylwester Piechura - Milosz
- Janusz Chabior

## Recepción

### Reseñas
Humor negro, aroma de naftalina, coleccionismo de objetos religiosos… En un universo que hace pensar en Jean-Pierre Jeunet, una Polonia a medio camino entre la Guerra Fría y la distopía, Daria Woszek construye un incisivo relato sobre los prejuicios asociados a la feminidad y la menopausia. Descarnada, creativa, absurda, todo el que se puede esperar de una original ópera prima, gran triunfadora de los festivales de Gijón y Fantasia destaca D'A Film.
arah Ward, de la revista cinematográfica británica Screen International, escribe que la película no sólo impresiona visualmente, sino también narrativamente: esta animada comedia negra no es fácil de olvidar. Daria Woszek ha realizado una exploración incomparable, deliberadamente exagerada y absurda, pero inteligente y sensible, de una mujer que se había pasado la vida acostumbrándose a ser ignorada. Ward también destaca el diseño de producción de Alicja Kazimierczak y el apartamento color zafiro de María como un regalo especial para la vista.

## Premios (selección)
- Festival Internacional de Cine de Calgary 2020

- Nominación a Mejor Largometraje en la competición internacional ( Daria Woszek ) [ 12 ]

- Festival Internacional de Cine Fantasía 2020

Premio a la Mejor Película (Daria Wosjek)
Premio a la mejor dirección (Daria Wosjek)
Premio a la mejor actriz ( Grażyna Misiorowska )
Mención de honor del jurado del New Flesh Award (Grażyna Misiorowska) 
- Festival Internacional de Cine de Gijón 2020. Premio Premio a la Mejor Película Sección Retueyos (Daria Woszek) y Premio a la mejor actriz (Grażyna Misiorowska)[11]

- Festival Internacional de Cine de Transilvania 2021

Nominación al Trofeo Transilvania en la competición principal